# Großschuppenmakrele
Die Großschuppenmakrele (Gasterochisma melampus) ist ein Fisch aus der Familie der Makrelen und Thunfische (Scombridae). 
Kennzeichnend für die Großschuppenmakrele sind die tiefen Hauttaschen für die Bauchflossen, die bei Jungtieren besonders groß und schwarz sind. Mit zunehmendem Alter wird der Kopf plumper und im Profil rundlich. Sie erreicht eine Länge von 1,7 m, die Färbung ist ein silbriges Dunkelblau. Die Schuppen sind für Makrelen groß, die Flössel zahlreich. Die Schwimmblase bleibt zeitlebens erhalten, hat sogar zwei Fortsätze zum Kopf (um das Gehör zu verbessern). 
Der Fisch lebt in allen südlichen Meeren bei Temperaturen von 10 bis 15 °C, also zwischen Argentinien, Südafrika, South Australia, Neuseeland und Chile (bis Peru). Er bevorzugt Tiefen von 200 bis 600 m und frisst vorwiegend Tintenfische. Wirtschaftlich ist er von nur geringer Bedeutung.